# Aero A.38
Die 1929 vorgestellte Aero A.38 ist ein Verkehrsflugzeug der tschechoslowakischen Firma Aero.

## Aufbau
Die A.38 vereinte verschiedene Merkmale früherer Modelle. Das Leitwerk und die Tragflächen kamen von der Aero A.23. Fahrwerk und Rumpf stammen von der Aero A.35. Allerdings war die A.38 kein Hochdecker mit abgestrebten Tragflächen wie die A.35, sondern ein Doppeldecker. Der Rumpf wurde verlängert, so dass insgesamt acht Passagiere, maximal neun anstelle des Kopiloten, Platz fanden. Der Einstieg erfolgte durch jeweils eine Tür auf beiden Seiten des Rumpfes. Die Sitze waren in Zweierreihen angeordnet. Im Heck waren eine Toilette und ein Gepäckraum untergebracht.

## Einsatz
Aero produzierte acht Flugzeuge. Sechs Maschinen gingen als Aero A.38-1 an die tschechoslowakischen Fluggesellschaft ČSA. Die anderen beiden mit Gnome-Rhône-Jupiter-9A2-Sternmotoren kaufte die Air France als Aero A.38-2.

## Technische Daten

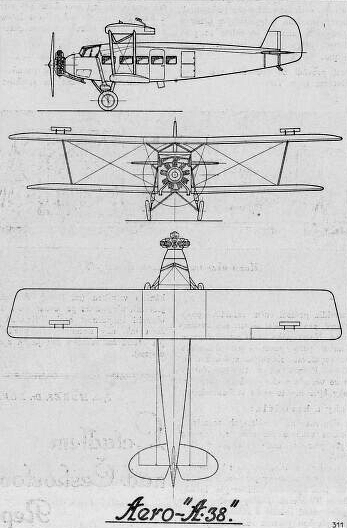
Dreiseitenansicht

| Kenngröße             | Daten (A.38-1)                                                    |
| --------------------- | ----------------------------------------------------------------- |
| Besatzung             | 1–2                                                               |
| Passagiere            | 8–9                                                               |
| Spannweite            | 16,75 m                                                           |
| Länge                 | 12,56 m                                                           |
| Höhe                  | 4,50 m                                                            |
| Flügelfläche          | 67,25 m²                                                          |
| Flächenbelastung      | 47 kg/m²                                                          |
| Leermasse             | 1795 kg                                                           |
| Startmasse            | 3200 kg                                                           |
| Höchstgeschwindigkeit | 190 km/h                                                          |
| Reisegeschwindigkeit  | 165 km/h                                                          |
| Steigzeit             | 28,14 min auf 3000 m Höhe                                         |
| Dienstgipfelhöhe      | 4100 m                                                            |
| Reichweite            | 500 km                                                            |
| Triebwerke            | ein Neunzylinder-Sternmotor Walter Jupiter IV mit 420 PS (309 kW) |